# Vispoort (Deventer)
De Vispoort is een voormalige middeleeuwse stadspoort van de Nederlandse stad Deventer. Omdat een dubbele stadsmuur Deventer omringde was er zowel een Binnen- als een Buiten-Vispoort. Ze lagen niet in elkaars verlengde, na het passeren van de buitenpoort moest een bocht worden gemaakt om de binnenpoort door te kunnen. Zo werd het vijandelijke binnendringers moeilijk gemaakt. Buiten de poort werd aan de IJsselkade vis aangevoerd en verhandeld. Het was een van de hoofdpoorten van de stad, van daaruit kon men via de schipbrug de rivier de IJssel over.
De Vispoorten werden in delen afgebroken in de periode van 1839 tot en met 1873. De buitenpoort verdween in 1839 als eerste en werd vervangen door een ijzeren hek. De Binnen-Vispoort werd in 1841, op de twee torens van de poort na, gesloopt. De torens gingen dienst doen als een sterrenwacht en werden door middel van een houten loopbrug aan elkaar verbonden. Uiteindelijk werden ook de torens van de Binnen-Vispoort gesloopt.

## Inhuldiging van de bisschop
De bisschop van Utrecht was naast een geestelijk leider tevens de heerser van het Sticht Utrecht. De bisschop werd in alle drie de hoofdsteden van het Oversticht (Zwolle, Kampen en Deventer) ingehuldigd. In Deventer kwam de bisschop tijdens de inhuldiging via de Vispoort de stad binnen en werd hij eerst onthaald in het huis genaamd 'de Bisschop' dat dicht bij de Vispoort gelegen was.

## Fotogalerij

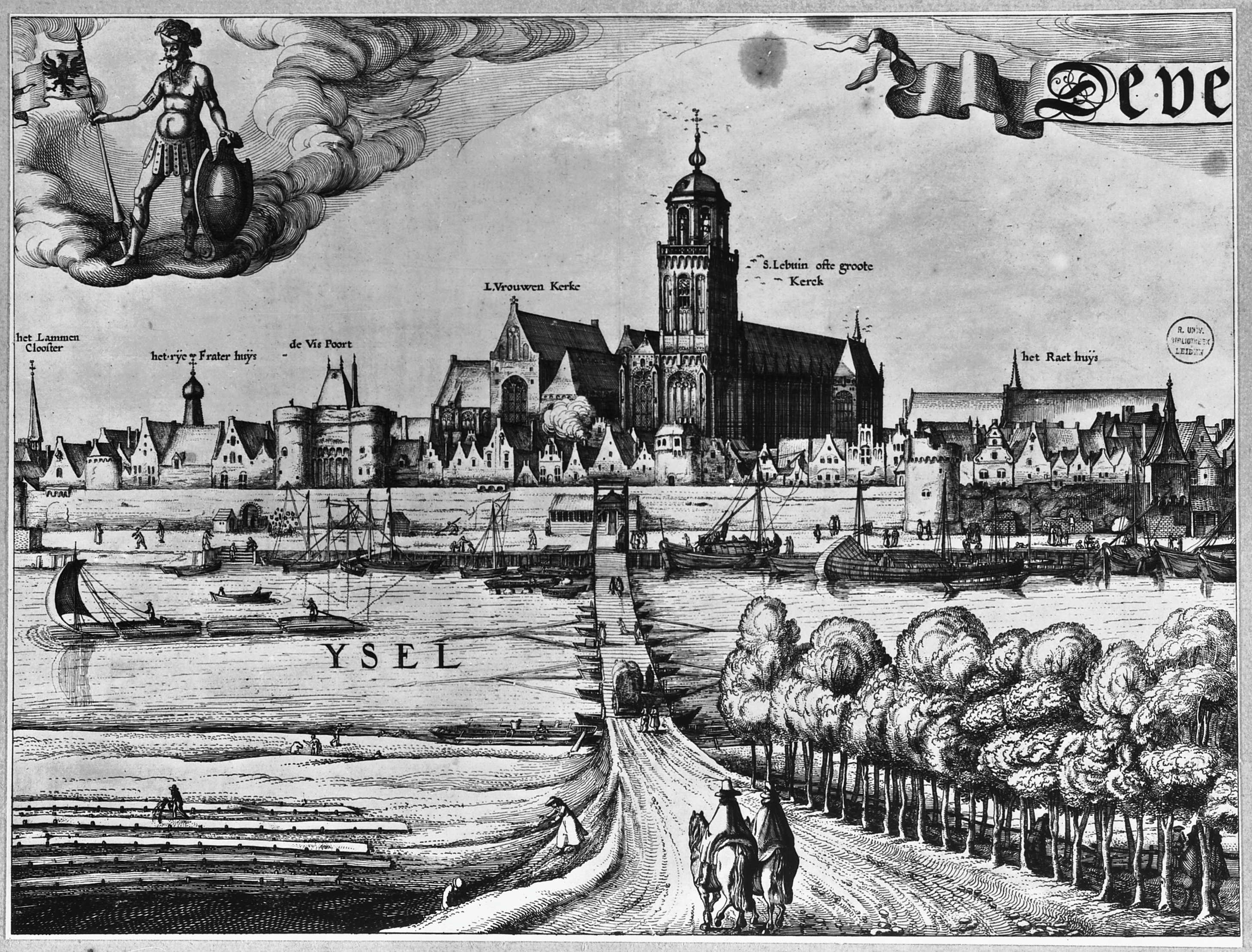
Vispoort links van de Onze-Lieve-Vrouwekerk. Detail van 'Gezicht op Deventer' door Claes Jansz. Visscher (1615).
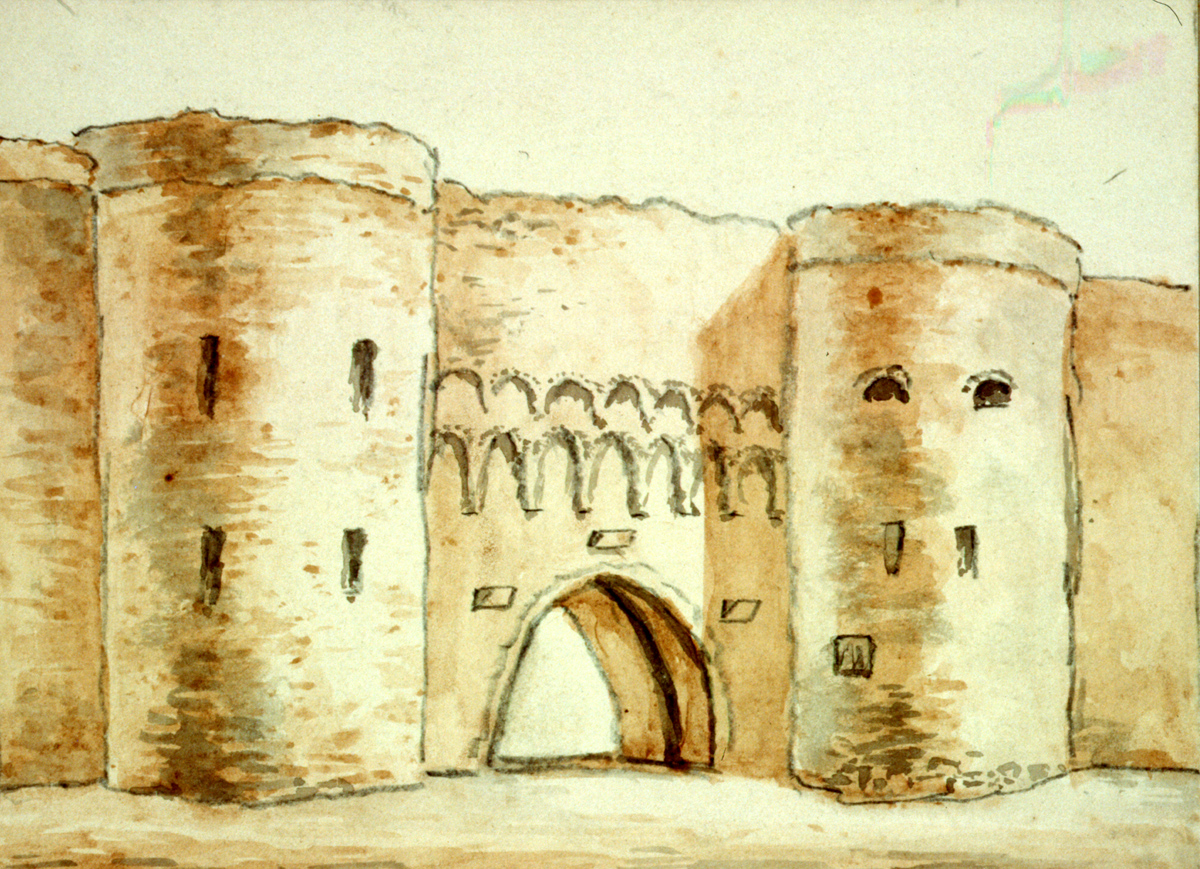
Binnen-Vispoort rond 1838 getekend door Frans Eyk.

Bergpoort 
· Brinkpoort 
· Duimpoort 
· Heestpoort 
· Kraanpoort 
· Melksterpoort
· Mosselpoort
· Noordenbergpoort
· Pijperspoort
· Raampoort
· Schoenmakerspoort
· Veerpoort 
· Verwerspoort 
· Vispoort 
· Vullerspoort
· Zandpoort